# Las manos mágicas
Las manos mágicas es un corto televisivo que presenta trucos de magia junto con la manera en que se realizan los mismos. Su nombre se debe a que en la pantalla se muestran únicamente un par de manos realizando los trucos, con un narrador en off que describe las acciones.

## Transmisión
El programa original, "Trick and Treat with The Magic Hands", se produjo en 1956 en los Estados Unidos y constaba de 130 cortos producidos en 16mm. Se vendió a 44 canales. Las manos y el narrador no pertenecían a la misma persona, las manos eran las de Leo Behnke, mientras que el narrador era George Mather.
Los cortos se vendieron a 130 países y fue traducido a 63 idiomas.

### En Argentina
Los cortos se emitieron por primera vez en Argentina en 1967, en el programa "La Hora de los Pibes" de Canal 13. En los años 70 se emitió en los cortes comerciales de "Los Sábados de Calculín" (1970), "El Zapato Roto" (1971) y "El Show de los Tres Chiflados". En los años 80 se vio en los cortes de Carozo, Narizota y el Prof. Gabinete; Elvira Romei y Marcelo Marcote; y en "La Mañana de los Chicos". En dichas etapas consiguió una gran cantidad de fanes.
Durante el año 2008 se produjo una nueva versión del programa para Canal 7, bajo el nombre de El nuevo show de las manos mágicas. Es producido por los hermanos Alejandro y Adrián Korol y Lisandro Ruiz, que adquirieron los derechos mundiales para realizar la nueva versión así como también para comercializar diversas obras derivadas. La conocida cortina musical del programa fue reversionada por el músico Leo García, y la letra de la canción es Las manos mágicas le dirán una forma de aprender, bonitos trucos que de magia son, el resto depende de usted. La nueva etapa posee por el momento unos 132 cortos. El programa fue distribuido internacionalmente por Telefe Internacional. En adición a la narración en español rioplatense, había planes para doblar la narración al español neutro, español de España, inglés, portugués y otros idiomas. A pesar de la inversión inicial y la intención de hacer una segunda temporada, la idea no despegó y solo se produjeron esos 132 episodios.

## Controversia
El programa generó quejas en Argentina de la comunidad de magos, que recriminaba el hecho de que los trucos fueran explicados en dichos cortos.